# Israël Levin (chercheur)
Pour les articles homonymes, voir Israël Levin.
Israël Levin (hébreu : ישראל לוין) est un professeur et chercheur en littérature hébraïque et en poésie juive médiévale. Il enseigne à l’université de Tel Aviv, où il a contribué à la fondation de la faculté de littérature hébraïque et de l’institut Katz. Il a reçu en 2009 le Prix Israël pour la recherche en littérature hébraïque.